# Fürstinnen

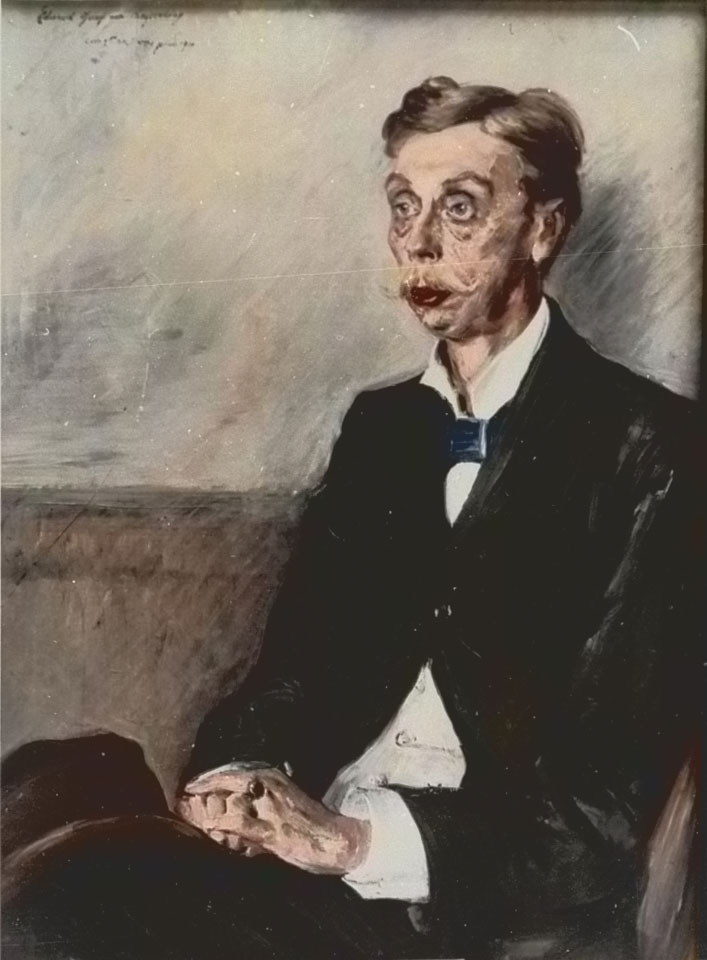
Lovis Corinth:
Eduard Graf von Keyserling
- 1855 † 1918

Fürstinnen ist ein Roman von Eduard von Keyserling, der 1916 in Velhagen & Klasings Monatsheften und in Buchform 1917 bei Fischer, Berlin, erschien. Fürstin Adelheid und deren Tochter Prinzessin Marie wollen, jede auf ihre Art, die Standesschranken durchbrechen. Beide können aber ihr Glück nicht finden.

## Vier Fürstinnen
Fürstin Adelheid zieht sich nach dem Tode ihres Gatten, des Regierenden Fürsten von Neustatt-Birkenstein, mit ihren drei Töchtern, den Prinzessinnen Roxane, Eleonore und Marie in den „Osten des Reiches auf die Herrschaft Gutheiden“  zurück. Die Witwe will die drei Töchter standesgemäß verheiraten. Das gelingt mit ihren beiden ältesten.
Roxane heiratet den Großfürst Dimitri und geht mit ihm nach Petersburg. Der Erstgeborene stirbt. Die Ehe der „leicht verwundbaren“ Eleonore mit ihrem Vetter, dem „kränklichen“ Erbprinzen Joachim von Neustatt-Birkenstein, ist nicht glücklich. Der Prinz steigt Hofdamen nach.
Adelheid bleibt mit Marie auf Schloss Gutheiden zurück. Adelige Nachbarn bewohnen die Schlösser Schlochtin und Tirnow.

## Figuren
Gutheiden
- Fürstin Adelheid von Neustatt-Birkenstein und deren Töchter
  - Prinzessin Roxane
  - Prinzessin Eleonore (auch: Lore)
  - Prinzessin Marie
- Graf Donald von Streith
- Frau von Syrman, geb. Arci
  - Britta, deren Tochter

Schlochtin
- Baron von Üchtlitz
  - Hilda, dessen Tochter

Tirnow
- Graf von Dühnen
  - Felix, dessen Sohn

## Prinzessin Marie
Ein Schwarm luchsäugiger Erzieherinnen möchte jeden Schritt der 16-jährigen Marie bewachen. So muss sich das Mädchen mit der „schwankenden Gesundheit“ zu unerlaubten Ausflügen – etwa in den benachbarten Wald – zusammen mit den Nachbarsjungen Coco, Bruno und Felix von Dühnen überwinden.
Felix und Marie treffen sich darauf wiederholt. Maries Zuneigung wächst, aber das schlechte Gewissen bleibt. Sie tut etwas Verbotenes. Marie bewundert in dieser Hinsicht ein anderes Nachbarskind – die „kluge“ Hilda von Üchtlitz. Hilda, „hübsch und lebensvoll, mit kühlen rosa Wangen und blanken, scharf aufmerkenden Augen“, lässt sich von ihrem Vetter Egon Barnitz im Schlochtiner Park schaukeln. Marie muss sich von Hilda über die Männer, jene wunderlichen Wesen, die den „königlichen Löwen spielen, der seine Mähne schüttelt“, aufklären lassen. Marie beginnt „Hilda stark zu lieben“. Aber Hilda „lächelt“ nur „mitleidig“ über das „Prinzeßchen“.
Felix hat Sommerferien. Bevor er wieder in die „verdammte Schule“ muss, macht er Ernst. „Plötzlich“ greift er „Mariens Kopf von hinten“, biegt „ihn zurück und“ drückt zum Abschied „seine heißen Lippen ganz fest auf ihren Mund“. Marie weint, weil Felix sie beleidigt hat und weil sie nun den großen, wilden Jungen so schmerzlich vermisst. Die arme Marie bleibt allein im Schloss Gutheiden, ihrem goldenen Käfig. Wieder ist es Hilda, das Mädchen mit dem „schönen, lebensvollen Gesicht“, das Marie Mut macht: „Wir treiben uns im dunklen Park herum, da erlebt man manches. Wir müssen nur nicht daran denken, was die anderen später dazu sagen werden. Wir tun, was wir wollen“. Diese Verhaltensgrundregel möchte Marie gern befolgen, aber das ist so schwer. Beide Mädchen beschließen, sie wollen Freundinnen sein. Die Schulstunde im Fach Liebe geht weiter. Hilda doziert: „Wenn wir uns in einen Mann verlieben, und das läßt sich nicht vermeiden, dann handeln wir auch“. Marie stöhnt: „Ich werde es nie können“. Trotzdem hält sie an der Liebe zu Felix fest. Er gesteht ihr beim nächsten Treff im Schlosspark Gutheiden, wie er sie anbete. Marie riskiert sehr viel. Unerlaubt verlässt sie mit Felix ihren Schlosspark. Draußen steigt das Paar in die Kiesgrube hinab, und er küsst sie. Genau nach Hildas detaillierter Anleitung schlingt sie „ihre Arme um seinen Hals“ und wirklich – ihr wird „warm um das Herz“. „Süße Durchlaucht“ sagt Felix.
Inzwischen beim Militär auf der Offizierslaufbahn, hat Felix hohe Spielschulden. Zwar zahlt der Vater dies eine Mal, gibt dem Sohn gleichzeitig aber unmissverständlich zu verstehen, er solle solche Ehrenschuld künftig selbstständig regeln. Als dann Felix später – wieder schwer mit neuen Schulden beladen – sich mit Marie im Schlosspark Gutheiden trifft, fühlt Marie zwar in der Umarmung wunderbare Geborgenheit vor einer dunkel, drohenden Welt und vor der Unruhe des eigenen Herzens, doch ihre Sorgen gewinnen die Oberhand. Marie jammert pausenlos. Felix läuft davon und tröstet sich für den Abend mit einer anderen. Als später Felix wieder Schulden macht, kommt Marie zu Ohren, dass ihn sein Vater verstoßen will. Marie, in ihrer Not, weiß keiner anderen Ausweg, als sich mit Hilda zu beraten. Hilda verkündet, mitleidig über das „arme Hühnchen“ lächelnd, sie habe sich mit Felix verlobt und gehe mit ihm fort. Als Felix unerwartet erscheint, wird Marie ohnmächtig. Nachdem sie wieder zu sich gekommen ist, wünscht er ihr gute Besserung. Hilda kommentiert leise lachend, Marie werde ohne Felix „ganz friedlich ihr Prinzessinnenleben abhaspeln“.

## Fürstin Adelheid
Die Fürstin unternimmt keinen energischen Schritt gegen den alten Trott auf Gutheiden. Die „schreckliche Ziegelfabrik“ rentiert sich nicht. Graf Donald von Streith, Berater der Fürstin, sorgt sich weder um die Ziegelei noch eruiert er andere Einnahmequellen. Vielmehr findet er – ebenso wie die Fürstin – Gefallen an dem beschaulichen Landleben. Einst „Hofmarschall in Birkenstein“, besitzt er „ein Waldgut in der Nähe von Gutheiden und“ lebt „dort allein auf seinem Jagdschlößchen“. Die Fürstin war erfreut gewesen, als Streith, der „die Vierzig überschritten hatte, den Hofdienst“ aufgab und sich ganz in ihre Nähe zurückzog. Schon damals, in den Birkensteiner Zeiten, als ihr Ehegatte der Fürst, „ein lustiger Herr“, ihr Kummer bereitete, hatte sie eine Neigung zum Hofmarschall verspürt. Diese hält in Gutheiden an und wird von Streith unaufdringlich erwidert. Abwechselnde Besuche lassen mit der Zeit mehr als gegenseitiges Wohlwollen erkennen. Streith macht der Fürstin zwar keine Avancen, doch er hält sich auch nicht von ihr fern. Auf dem gemeinsamen morgendlichen Ausritt atmet die Fürstin tief Waldluft und kommentiert: „So trinkt man noch am besten die ganze Schönheit in sich hinein“. Streith merkt dazu an: „Der Wald als Frühschoppen“. Die Fürstin lebt im Beisein des Grafen auf. Das bemerken auch die verheirateten Töchter, die ohne ihre Gatten zu Besuch auf Gutheiden weilen und wehmütig Erinnerungen nachhängen. Die schüchterne Beziehung der Fürstin bleibt auch der übrigen Verwandtschaft nicht verborgen. Letztere besteht nachdrücklich auf Wahrung der Etikette.
Aber zum Eklat kommt es nicht. Die 18-jährige Britta von Syrman, die zusammen mit ihrer Mutter in der Nachbarschaft Streiths lebt, schwärmt für den Grafen. Streith tut nichts dagegen, sondern geht abwartend und anfangs eher belustigt auf die sehr direkten Annäherungsversuche des jungen Mädchens ein. Mit der Zeit wird er regelrecht süchtig nach Britta. „Die Bewunderung für dieses Mädchen“, diese Jugend, schießt Streith „heiß ins Blut“. Bei einem Ausritt ertappt die Fürstin das ungleiche Paar in flagranti im Walde. Mit „grausamer Deutlichkeit“ sieht sie das Mädchen und den jugendlich heiter lachenden Streith. Aus ist ihr schöner Traum.
Das Gerede der Leute um die Beziehung ihrer Tochter veranlasst Frau von Syrman zu einer Aussprache. Auf letzterer bittet Streith um Brittas Hand. Mutter und Tochter sind entzückt. Die Verlobung wird im Hause Syrman verschwiegen gefeiert. Streith hat kein Glück. Er erkrankt. Die Fürstin unterdrückt ihr Rachegelüst und macht einen Besuch am Krankenbett. Streith stirbt. Britta und Frau von Syrman trauern.

## Zitate
- „Wir müssen unsere Gegenwart so stark machen, daß sie die Vergangenheit verdrängt.“[2]
- „Nur wer etwas erleben will, erlebt etwas.“[3]

## Zeit
- Der Roman kann als beherrschter Abgesang aristokratischer Zeiten gelesen werden. Wie auch in anderen Werken des Autors tritt mindestens ein Edelmann auf, der auf der alten Ordnung besteht. In „Fürstinnen“ ist das Graf von Dühnen, der seinen ungeratenen Sohn Felix verstößt: „Nur so können wir in diesen schweren demokratischen Zeiten den Adel hochhalten. Strengste Auslese ohne Gefühlsduselei. Leichtsinn, ich weiß überhaupt gar nicht, wie der Leichtsinn in meine Familie kommt“[4].
- Vergeblich wird Prinzessin Marie von ihrer adeligen Verwandtschaft zur alltäglichen Arbeit angehalten: „Die Wohltätigkeit ist da noch das beste, nicht so dieses sogenannte Gehen in die Hütten der Armen, dort kriegt man nur Krankheiten und Flöhe, aber eine Kochschule, eine Nähschule, so was. Mit der Wohltätigkeit ist zwar auch nicht viel los, kein Mensch ist uns dankbar dafür, aber es bleibt uns nicht viel anderes übrig“[5].

## Humor
Zwar wird der Romanautor nie müde beim Malen dieses prachtvollen Bildes von der alten Zeit – mit Schlosspark, Blumenfülle und lauschigen Fliederecken, doch er kann sich wohl von seinesgleichen distanzieren. Als zum Beispiel die feine Festgesellschaft sich „das Herz mit einem patriotischen Liede“ allzu weithin hörbar stärkt, beginnen „drüben im Schlosse die Hunde zu bellen“.
Und noch ein Beispiel: Der Hochadel begibt sich an den Mühlensee. Man inszeniert am Ufer den puren Naturgenuss. Dummerweise gehorchen während dieser Freilichtaufführung die Rehe nicht.

## Form
- Die Sprache ist rein.
- Bildhaftigkeit: Mit einfachen Sätzen werden Emotionen evoziert. Als Marie zum Beispiel Narzissen pflückt, sind „die Blüten warm wie Menschenlippen“[9].
- Erzählabstand: Der Erzähler hält das rechte Maß seiner Distanz zum Erzählten ein. An wenigen Stellen gibt er seine passende – und auch dem Leser willkommene – Haltung auf, zum Beispiel wenn er Eleonore und Marie ganz kurz hintereinander denken lässt.[10]
- Thema: In der zweiten Romanhälfte wird die Liebesbeziehung zwischen dem abgeklärten Grafen von Streith und der blutjungen Britta von Syrman gar zu weit in den Vordergrund gerückt. Die Figur der Fürstin, um die es laut Romantitel vor allem geht, verkümmert darüber beinahe zur Statistin, wenn sie gerade einmal – hoch zu Ross – das Verhältnis ernüchtert zur Kenntnis nehmen darf.